# Cyrus von Schmeling
Louis Cyrus Eugen Alexander von Schmeling (* 31. Januar 1819 in Gnesen; † 16. März 1902 in Lieberose) war ein preußischer Generalmajor und Kommandeur der 4. Infanterie-Brigade.

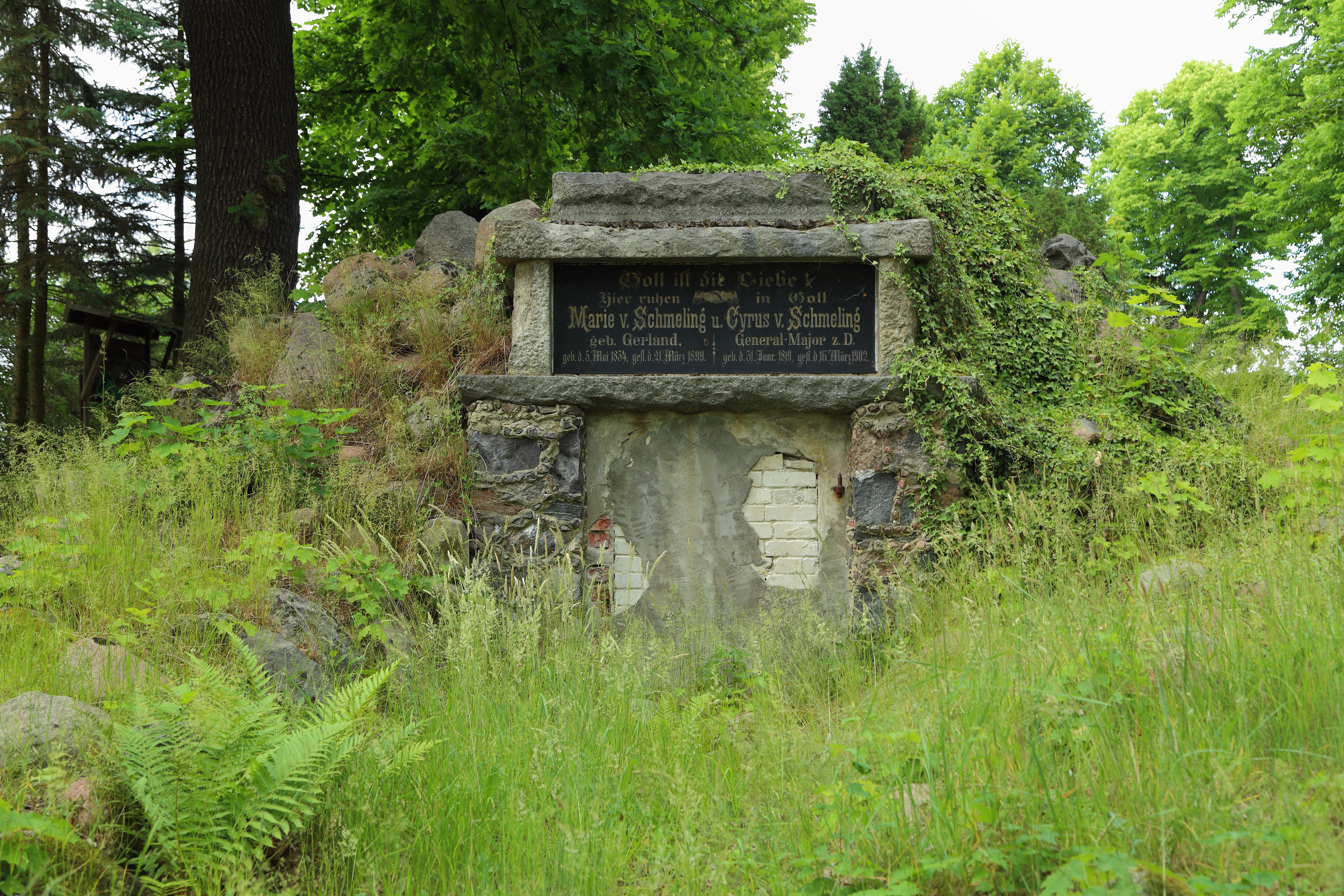
Gruft von Marie und Cyrus von Schmeling auf dem Friedhof Lieberose (Zustand 2015)

## Leben

### Herkunft
Seine Eltern waren der preußische Major Alexander von Schmeling (1785–1849) und dessen Ehefrau Emilie, geborene von Puttkamer (1795–1824) verwitwete Louis von Massow († 1813). Nach dem Tod seiner ersten Frau heiratete sein Vater 1826 Auguste von Mellenthin (* 1787), diese Ehe wurde aber bereits 1829 wieder geschieden. Anschließend heiratete er 1845 Pauline von Tornow (1812–1895).

### Werdegang
Am 1. November 1835 trat Schmeling als Fahnenjunker in das 6. Infanterie-Regiment der Preußischen Armee ein. Am 12. Mai 1836 wurde er zum Portepeefähnrich ernannt, im folgenden Dezember in das 19. Infanterie-Regiment versetzt und 1838 avancierte er zum Sekondeleutnant. Im Jahr 1848 nahm er an der Bekämpfung der Unruhen in Posen teil. Anschließend wurde er am 12. November 1850 zum Premierleutnant befördert und führte bis 1856 Kompanien im 19. bzw. 20. Landwehr-Regiment. Am 7. Juli 1853 folgte seine Beförderung zum Hauptmann und am 25. Mai 1857 die Ernennung zum Kompaniechef.
Bei der Reorganisation der Armee im Jahre 1860 kam er zunächst zum 19. kombinierten Infanterieregiment, aus dem zum 1. Juli des Jahres das 45. Infanterie-Regiment hervorging. Als Major und Kommandeur des Füsilier-Bataillons war Schmeling während der polnischen Unruhen 1863/64 zur Besetzung an die russische Grenze kommandiert. Er erhielt am 18. Juni 1865 die Beförderung zum Oberstleutnant. Während des Krieges gegen Österreich kämpfte er 1866 mit seinem Bataillon im Gefecht bei Trautenau und wurde dabei verwundet. Am 18. April 1867 zum Oberst befördert, erhielt er einen Monat später das Kommando des 26. Infanterie-Regiments. Als Regimentskommandeur erwarb er sich große Verdienste, namentlich um die Selbstbewirtschaftung in der Kaserne. Infolge der hohen Lebensmittelpreise reichten der Etat nur notdürftig zur Verpflegung der Truppe. So machte er im Jahre 1868 den Versuch, die Beköstigung der Männer, dadurch reichlicher zu gestalten, dass er durch das Regiment eine Anzahl Kühe kaufen ließ, die mit Hilfe der Abfälle gemästet, in eigenem Schlachthaus geschlachtet und in der Mannschaftsküche verwendet wurden. Dieser Versuch fiel so ungemein günstig aus, dass der Betrieb zunahm. Ende des Jahres betrug der Viehstand des Regiments einschließlich Hammel und Schweine bereits etwa 400 Stück.
Im Krieg gegen Frankreich befehligte er sein Regiment bis zur Schlacht bei Beaumont. Schmeling hatte kurzzeitig die Führung der 13. Infanterie-Brigade und trat alsdann wieder zum Regiment zurück, an dessen Spitze er bis zum 19. Januar 1872 verblieb. Anschließend als Kommandeur der 4. Infanterie-Brigade nach Danzig versetzt, stieg er in dieser Stellung zum Generalmajor auf. Krankheitsbedingt wurde Schmeling am 13. März 1873 mit der Aussicht auf Wiedereinstellung bei Wiederherstellung seiner Gesundheit auf sein Gesuch hin zur Disposition gestellt. Er starb am 16. März 1902 in Lieberose und wurde dort beerdigt.

### Familie
Er heiratete am 3. April 1856 in Elisabeth Gerland (1834–1899). Aus der Ehe gingen die Kinder Margarethe (1857–1858) und Hans (1858–1859) hervor.